# Maastricht
Maastricht (en español, Mastrique, hoy en desuso; antiguamente también denominada Maestricht; en limburgués, Mestreech) es la capital de la provincia de Limburgo. La ciudad está situada en ambas orillas del río Mosa (Maas en neerlandés), en el extremo sur de los Países Bajos entre Bélgica y Alemania. Forma parte de la Eurorregión Mosa-Rin junto con la ciudad alemana de Aquisgrán y la ciudad belga de Lieja, que conjuntamente sobrepasan los 2 millones de habitantes.
La ciudad, una de las treinta más pobladas del país, está situada a unos 230 km al sureste de la capital Ámsterdam y de la sede del gobierno La Haya y por esto bastante alejada de la gran conurbación neerlandesa del Randstad, por lo que ha podido conservar una identidad propia. Se la considera la ciudad menos neerlandesa y menos nórdica de los Países Bajos, destacándose atípicamente por su gran oferta gastronómica y posición importante en el mundo de la alta cocina, así como por su población cosmopolita, que ostenta un ambiente de alta moda y un estilo de vida distinto al resto del país.
Durante la guerra de los ochenta años que los Países Bajos libraron contra España para conseguir su independencia, Maastricht fue objeto de varias batallas. En 1579, los tercios españoles de Alejandro Farnesio asediaron y tomaron la ciudad que, después de ser incendiada y saqueada, quedó en manos españolas hasta 1632, cuando Federico Enrique de Orange-Nassau la conquistó para las Provincias Unidas de los Países Bajos. Desde esta fecha, la función del condominio Lieja-Brabante fue sustituida por los Estados Generales, aunque su autoridad permanecería hasta 1794. Maastricht ha estado también bajo dominación alemana y belga en varios momentos de su historia, aunque fueron los franceses quienes dejaron una huella más perdurable en los nombres de las calles y establecimientos.
El Tratado de Maastricht es considerado como un «eslabón de la historia comunitaria» (europea). La moneda común, una política exterior y de seguridad de la Unión, así como la coordinación de la justicia e interiores son algunos de sus frutos. Firmado el 1 de noviembre de 1993, su ratificación dio nombre a la Unión Europea (UE). Fue además un instrumento que permitió acoger a la Alemania unificada en las estructuras europeas.
La ciudad tiene una de las ocho principales universidades de los Países Bajos, un instituto propio de bellas artes y una escuela superior de teatro, por lo que reina en ella un importante ambiente cultural.

## Toponimia
El nombre de la ciudad deriva del latín Trajectum ad Mosam o Mosae Trajectum (Cruce del Mosa), en referencia al puente construido allí por los romanos durante el reinado de César Augusto.
Durante la administración española de las Diecisiete Provincias holandesas y subsecuentemente los Países Bajos españoles, hasta 1714, y cuyo origen inicia con el reinado de Felipe I de Castilla a partir de 1506, el nombre de la ciudad fue siempre Mastrique, natural adaptación contemporánea de un extranjerismo con terminación consonántica incómodo al oído hispano, y cónsona con otras como «roc/roque», «atac/ataque», «dic/dique», «Vic/Vique», etc. Como ejemplo del uso contemporáneo, véase que Lope de Vega publicó la tragicomedia El Asalto de Mastrique por el Príncipe de Parma en 1614.

## Historia

### Prehistoria
Se han encontrado restos del Paleolítico al oeste de Maastricht, de 8000 a 25 000 años de antigüedad. Al menos 500 años antes de la llegada de los romanos, los celtas habitaron allí, en una parte de la ciudad en la que el río no era muy profundo, y por tanto, resultaba fácil de cruzar. Fuentes romanas mencionan un asentamiento celta (probablemente habitado por eburones). Otras fuentes señalan un asentamiento celta en un río cerca de Wyck, un distrito de la ciudad situado al este del río Mosa. Más tarde, los romanos construyeron el puente que cruza ese mismo río.

### Edad Antigua
Durante años, se ha disputado si es la ciudad neerlandesa más antigua junto con Nimega. Nimega fue la primera ciudad en la que se aplicaron las leyes romanas de ciudad. Maastricht fue la primera con leyes medievales de ciudad, un sistema jurídico que ha evolucionado hasta el sistema actual.

### Edad Media
Servacio de Tongres fue el primer obispo de los Países Bajos. Su tumba, en la cripta de la basílica que lleva su nombre, es un lugar de peregrinación muy famoso (el Papa Juan Pablo II lo visitó en 1984). La urna de oro que contiene algunas de las reliquias del santo se lleva en procesión alrededor de la ciudad cada siete años. La ciudad se mantuvo como una de las diócesis cristianas más importantes, hasta que perdió esta posición en favor de la cercana Lieja en el siglo VIII.
Durante la Edad Media, Maastricht se convirtió en un condominio, una ciudad con una doble autoridad, ya que estaba bajo el mando del Príncipe-Arzobispo de Lieja y del Duque de Brabante.

### Edad Moderna

#### Países Bajos españoles
Guerra contra su soberano Felipe II de España
Con la mayor parte de los Países Bajos en manos de los rebeldes, los calvinistas se lanzaron a la persecución de los católicos, asesinando a religiosos y encarcelando a los católicos partidarios del rey. La independencia de los Países Bajos se identificaba cada vez más con el calvinismo, lo cual fue aprovechado por Alejandro Farnesio.
Sitio de Maastricht
En 1578, Mastrique se declaró rebelde contra la Corona. La ciudad se empezó a preparar ante la anticipada represalia.
El 8 de marzo de 1579, Alejandro Farnesio estacionó sus tropas frente a la ciudad de Maastricht, atravesada por el río Mosa cuya defensa le fue encargada a Sebastián Tapino por Guillermo de Orange. Farnesio dividió su ejército en dos partes, una a cada lado del río, cada una de las cuales asediaría una parte de la ciudad.
Los españoles comenzaron a batir las murallas con fuego de artillería y a excavar túneles bajo estos muros, que posteriormente minaban para su destrucción. Las inundaciones de los túneles, los accidentes con las minas, las fiebres que afectaron al comandante Alejandro Farnesio y la enconada resistencia de los defensores de la plaza, que hacía necesaria la construcción de torres fortificadas para la defensa de los atacantes, hizo que el asedio se prolongara más de lo previsto inicialmente.

#### Ocupación francesa (1673-1679)
Sitio de Maastricht (1673)

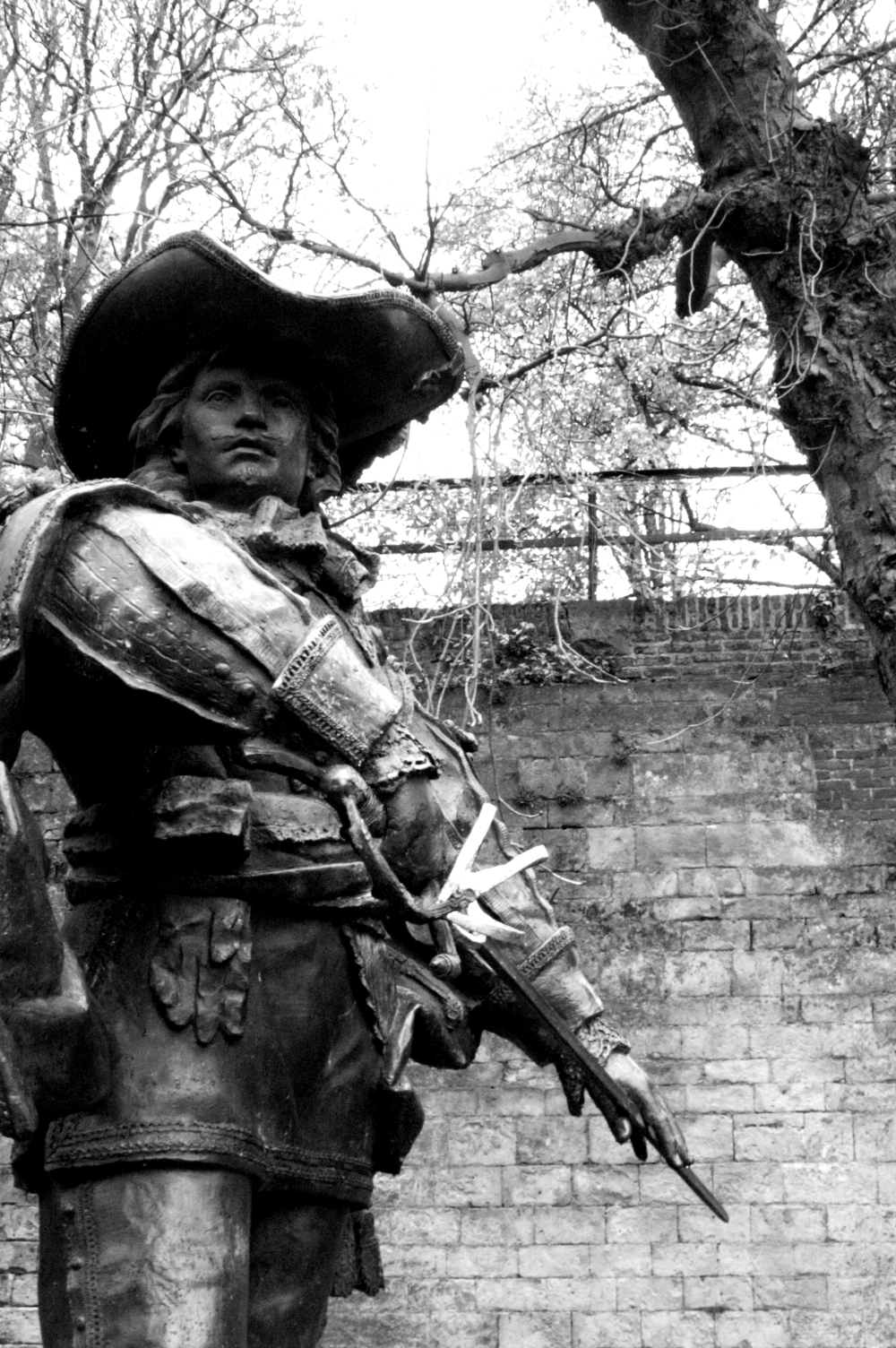
Estatua de Charles de Batz-Castelmore d'Artagnan (D'Artagnan) en Maastricht.

En junio de 1673, la ciudad fue sitiada durante la Guerra Franco-Holandesa por las tropas de Luis XIV de Francia en su estrategia por asegurar sus líneas de suministro. Sebastián Vauban, ingeniero militar francés, jugó un importante papel en el asedio: fue aquí donde desarrolló su sistema de extender las trincheras de los asediadores en un trazado zigzagueante paralelo a las murallas de la ciudad, técnica de asalto que continuaría utilizándose hasta el siglo XX.
Los atacantes, bajo el mando del conde D'Artagnan, capitán de la primera compañía de los "Mosqueteros del Rey", asaltaron la fortaleza venciendo la resistencia de los defensores holandeses, entre los que se contaban fuerzas auxiliares castellanas. D´Artagnan murió en el combate final nocturno del 25 de junio a la puerta de Tongerse. 
Las tropas francesas ocuparon la ciudad entre 1673 y 1679. Tras la firma de la Paz de Nimega, Maastricht volvió a manos neerlandesas. 

### Edad Contemporánea

#### Anexión a Francia
En 1794, durante Guerras revolucionarias, Francia se anexó Maastricht hasta 1814. 

#### Reino Unido de los Países Bajos
Tras la era napoleónica, Maastricht pasó a formar parte del Reino Unido de los Países Bajos en 1815. Cuando las provincias del sur lucharon por independizarse de las provincias del norte para formar Bélgica en 1830, las tropas de la ciudad de Maastricht se mantuvieron fieles al rey neerlandés y ocuparon la ciudad, pese al fuerte sentimiento antineerlandés de la población. Maastricht continuó siendo neerlandesa, y no belga, entre 1830 y 1839. En 1839 el Tratado de Londres fue impuesto a los belgas, y Maastricht y la parte oriental de Limburgo, pese a estar geográfica y culturalmente más cercanas a Bélgica, se anexaron definitivamente a los Países Bajos. Debido a su especial localización geográfica, Maastricht siempre ha estado más vinculada a Bélgica y Alemania que el resto de los Países Bajos, empezando por el carácter poco neerlandés de la ciudad.
Incluso hoy en día, los habitantes de Maastricht (y del resto de Limburgo) conservan rasgos únicos en su lenguaje y cultura que los diferencian del resto de la población de los Países Bajos. También existen grupos minoritarios que reclaman la anexión con las áreas de Limburgo en Alemania y Bélgica.

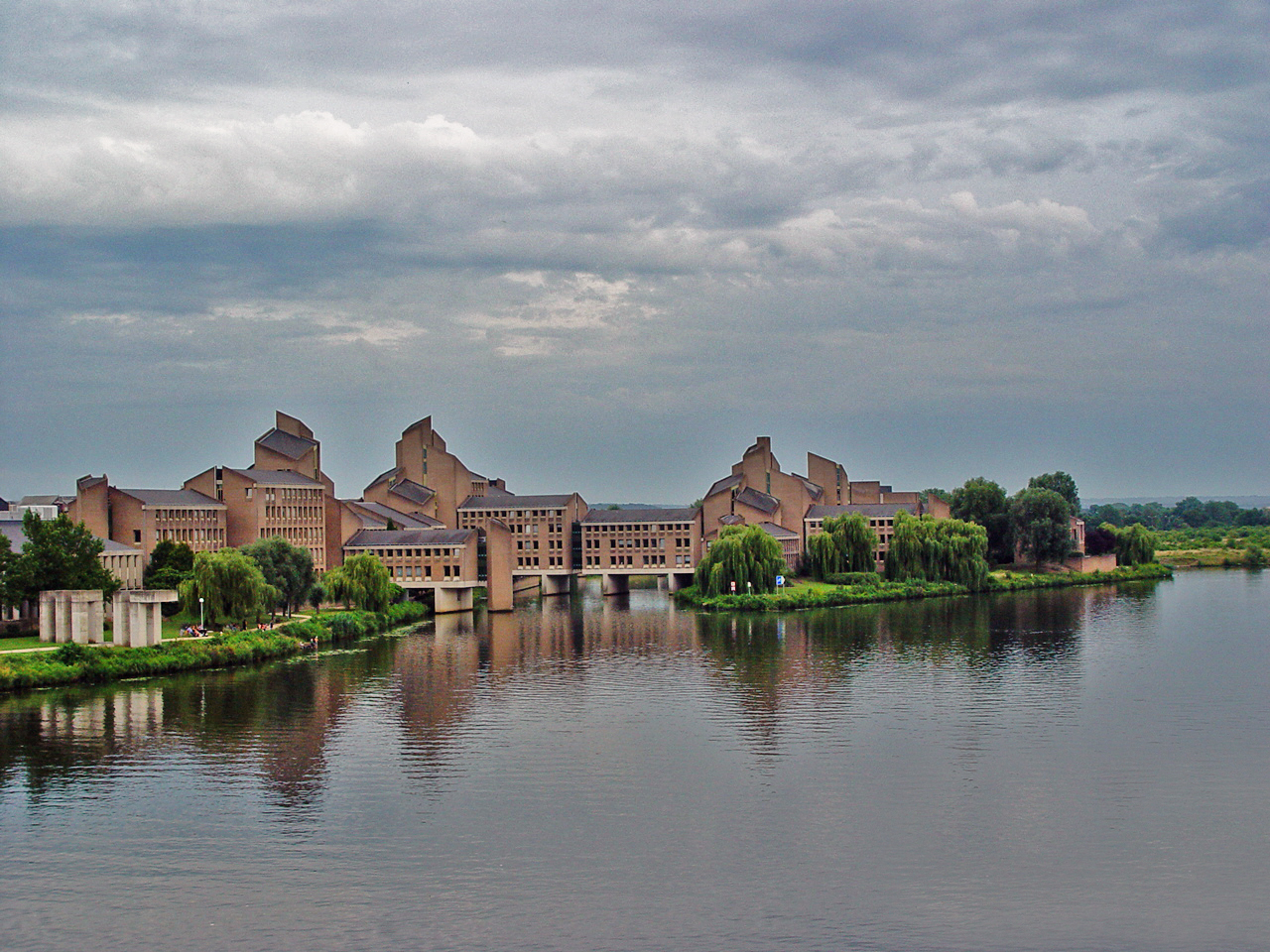
El Gobierno Provincial, donde el Tratado de Maastricht se firmó en 1992.

#### SiglosXXyXXI
El 14 de septiembre de 1944, Maastricht fue la primera ciudad neerlandesa en ser liberada por el bando aliado durante la Segunda Guerra Mundial. En 1976, Maastricht pasó a formar parte de la eurorregión Mosa-Rin. En 1992 el Tratado de Maastricht se firmó en la ciudad, siendo el inicio de la creación de la Unión Europea (UE). Especialmente bajo el gobierno del alcalde Gerd Leers, Maastricht fue la sede de numerosos eventos internacionales, como la convención de la Organización para la Seguridad y la Cooperación en Europa (OCSE), así como varios actos oficiales durante la presidencia neerlandesa del Consejo Europeo en la segunda mitad de 2004.

## Política
El alcalde de Maastricht es Wim Hillenaar.

## Áreas de la ciudad
Maastricht puede dividirse en 7 áreas, formadas por varios barrios cada una:
1. Centrum (Centro); Binnenstad, Boschstraatkwartier, Jekerkwartier, Kommelkwartier, Statenkwartier, Sint Maartenspoort, Wyck.
2. Buitenwijk Noord-Oost (Área Noreste); Beatrixhaven, Borgharen, Itteren, Meerssenhoven.
3. Buitenwijk Oost (Área Este); Amby, Heugemerveld, Limmel, Nazareth, Scharn, Wittevrouwenveld, Wyckerpoort.
4. Buitenwijk Zuid-Oost (Área Sureste); De Heeg, Heer, Heugem, Randwyck, Vroendaal.
5. Buitenwijk Zuid-West (Área Suroeste); Biesland, Campagne, Jekerdal, Sint Pieter, Villapark, Wolder.
6. Buitenwijk West (Área Oeste); Belfort, Brusselsepoort, Caberg, Daalhof, Dousberg-Hazendans, Malberg, Malpertuis, Mariaberg, Oud-Caberg, Pottenberg.
7. Buitenwijk Noord-West (Área Noroeste); Belvédère, Boschpoort, Bosscherveld, Frontenkwartier, Lanakerveld).

Cada una de estos vecindarios tiene su número de código postal.

## Geografía
El río Mosa con el Puente de San Servacio, el más antiguo de los Países Bajos.

## Economía
Las siguientes compañías tienen sede en Maastricht:
- ENCI (primera industria cementera de los Países Bajos)
- Hewlett-Packard (antes conocida como Indigo)
- DaimlerChrysler
- PharmaCell (empresa líder en Europa en la producción de terapias celulares y génicas)
- Pie Medical Imaging B.V. (dedicada a la fabricación de material médico; líder mundial de mercado en software para el análisis cuantitativo en cardiología y radiología)
- Sappi (compañía sudafricana de pulpa de papel)
- Vodafone (servicios de voz y datos en telefonía móvil)
- EDS

## Transportes

### Carreteras
Maastricht está comunicada por las autopistas A2 y A79. Se puede llegar fácilmente a ella desde Bruselas y Colonia en menos de 90 minutos, y desde Ámsterdam en unas 2 horas y media. La A2 es la autopista que atraviesa la ciudad y tiene numerosos atascos, generando una alta contaminación en el área urbana. Se están estudiando proyectos para construir un túnel, para mejorar la calidad del aire y la congestión circulatoria.

### Ferrocarril
La red de Ferrocarriles Neerlandeses (Nederlandse Spoorwegen, conocidos por sus siglas NS) llega a las dos estaciones de la ciudad "Maastricht Centraal". La estación Maastricht Randwyck (situada cerca de las zonas de negocios y del Hospital Universitario) está servida por los trenes Arriva y el tren internacional que conecta con Lieja. Se planea la construcción de una tercera estación (Maastricht Balijeweg). Maastricht está comunicada por ferrocarril hacia el norte con Haarlem, Eindhoven, Utrecht y Ámsterdam, entre otras ciudades neerlandesas. Un tren internacional conecta la ciudad con Lieja y Bruselas en Bélgica, así como con algunas ciudades alemanas, como Aachen. Antiguamente, una línea ferroviaria conectaba la ciudad con Hasselt, en Bélgica, ahora en desuso, aunque existen proyectos de restaurarla.

### Barco
Maastricht tiene un puerto en el río Mosa, y está conectado con el resto de los Países Bajos a través del Canal de Juliana y el Zuid-Willemsvaart.

### Autobús
La red de autobuses públicos comunica la ciudad con el resto de la provincia de Limburgo, Bélgica y Alemania aparte de tener una red de autobuses urbanos sólida. Además existe una estación de autobuses internacional con varios servicios semanales a destinos en Bélgica, Francia, Luxemburgo y Alemania a cargo de Flixbus.

### Aeropuerto de Maastricht Aquisgrán
El Aeropuerto de Maastricht Aachen, nombre oficial: Maastricht Aachen Airport, (IATA: MST, OACI: EHBK) es un aeropuerto regional a 9 km al noreste de Maastricht, en el municipio de Beek, Países Bajos, y no más lejos de Aquisgrán, Alemania.
El Centro de control del espacio superior de Maastricht (MUAC) de la Organización Europea para la Seguridad de la Navegación Aérea (Eurocontrol) también está ubicado en el aeropuerto. Las instalaciones disponibles en el aeropuerto son un restaurante, un hotel, un mirador, centro de atención médica, una compañía de taxi, visión a la plataforma y aparcamientos de larga estancia.
El número de operaciones descendió significativamente entre 2005 y 2007 comparado con el tráfico en años precedentes debido a que la escuela de vuelo, Nationale Luchtvaart School, que tenía su base en el aeropuerto, movió todas sus operaciones de vuelo a Évora en Portugal. En verano de 2007, regresaron los vuelos de entrenamiento al aeropuerto con Stella Aviation Academy moviéndose a las instalaciones anteriormente utilizadas por NLS. En 2007, hubo un total de 19.454 operaciones, un 35% más que en 2006.
En 2019 la Provincia de Limburgo compró el aeropuerto a sus antiguos dueños por la simbólica cantidad de 1 euro tras limitar los planes de expansión que tenían previsto.
Es el segundo mayor centro de operaciones de vuelos de carga de Holanda. En 2021, el aeropuerto tuvo 97.650 pasajeros, después de un máximo de 435.800 pasajeros en 2019. Esta reducción fue debida a las restricciones por la pandemia de COVID-19. Es el aeropuerto más importante de Países Bajos en cuanto a carga.

## Educación

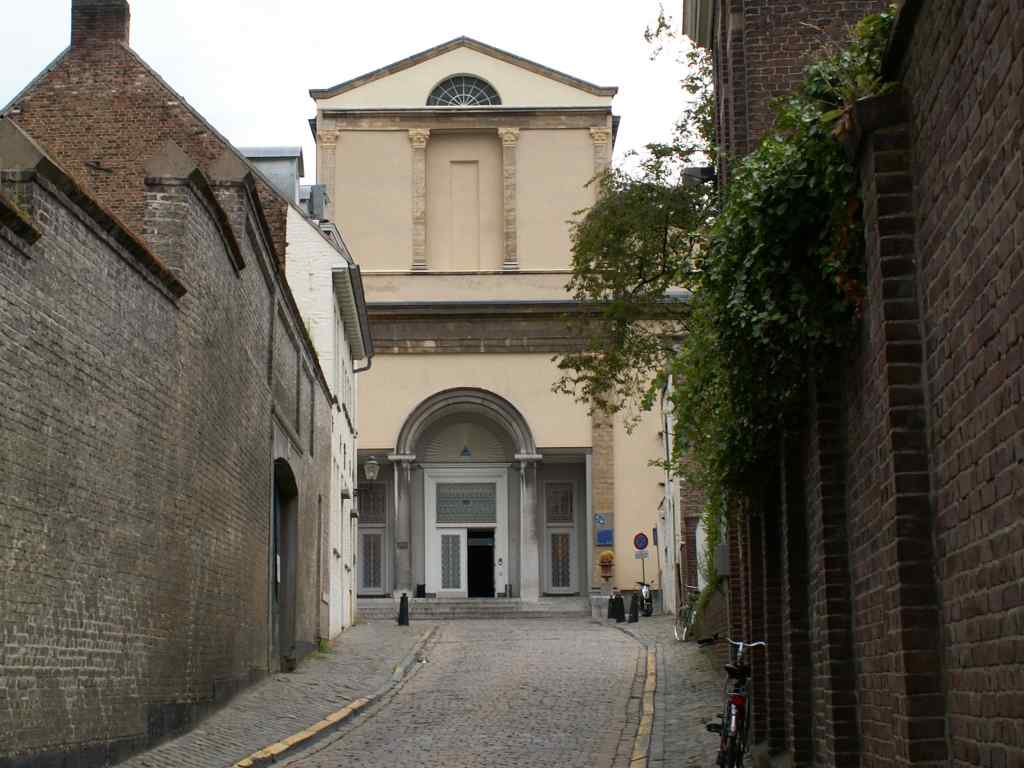
Edificio de la Universidad de Maastricht.

La Universidad de Maastricht (en neerlandés, Universiteit Maastricht abreviado UM) es una universidad pública de Maastricht (Países Bajos). Es la universidad más internacional de los Países Bajos. Cuenta con alrededor de 21000 estudiantes, de los cuales el 55% son internacionales. El método de enseñanza utilizado es aprendizaje basado en problemas (ABP) sobre la base de las discusiones en clase y debates entre los estudiantes coordinados por un profesor o tutor. La mayoría de los cursos se imparten en inglés.

## Arqueología
En predios del Instituto Europeo de Administración Pública en Mastrique se encontró en 1993 una rara cruz discoide que se cree pudo haber sido objeto de devoción y que podría ser el nexo entre las cruces discoides del Continente, entre Trier a Occitania, y las altas cruces medievales de Irlanda e Inglaterra. Se dató entre 1377 y 1600.

## Cultura

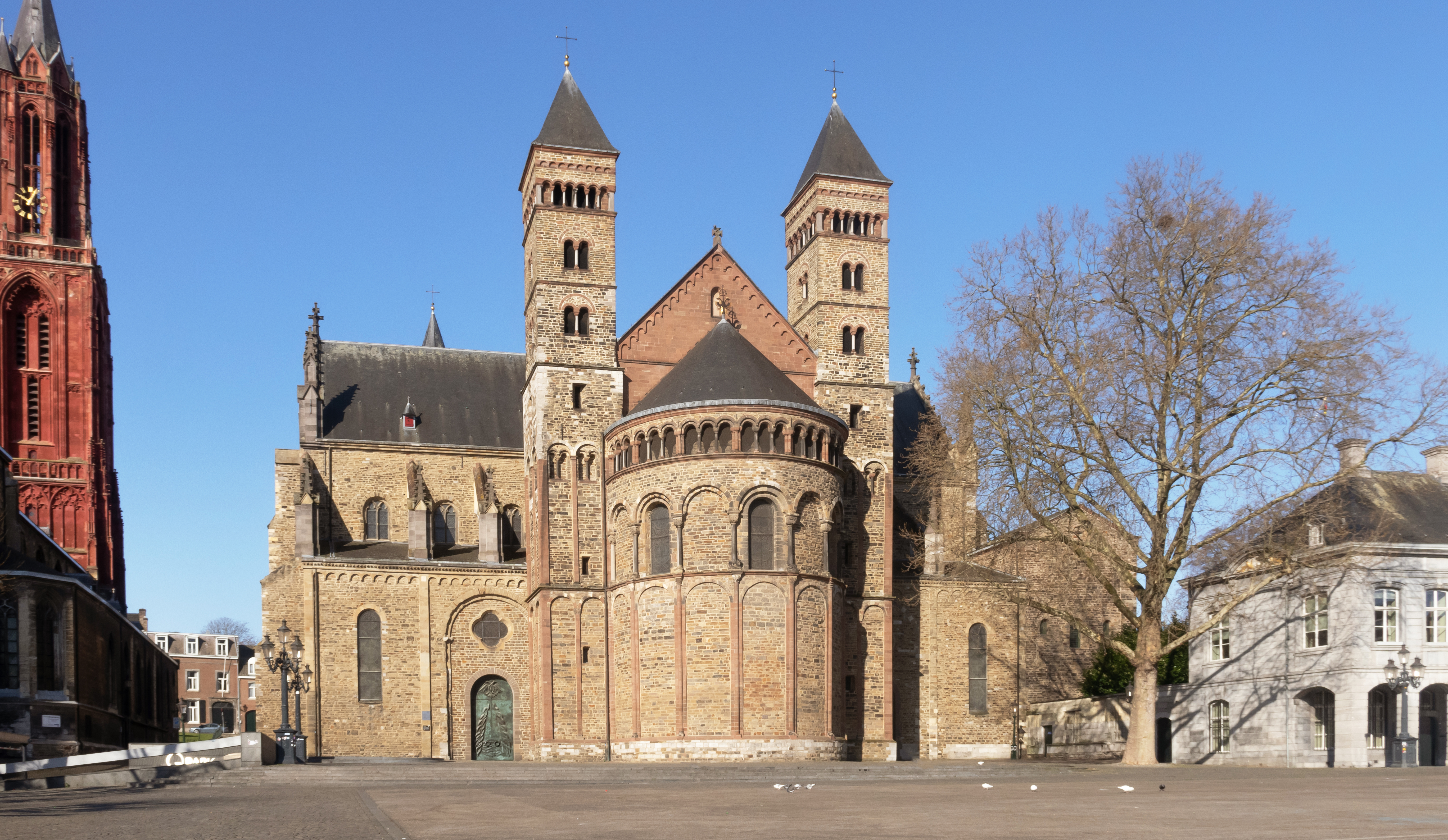
Basílica de San Servacio

Basílica de San Servacio (Maastricht)
A pesar de que el actual edificio transmite una imagen de mezcla de estilos arquitectónicos, la iglesia de San Servacio se considera que es uno de los edificios religiosos más importantes del antiguo Principado de Lieja. Tanto el coro oriental como el Westwerk de la iglesia de Maastricht han tenido una gran influencia en el desarrollo de la arquitectura románica en los valles del Mosa y del Rin. Varios autores han señalado la importancia de la escultura románica tardía del portal meridional en el desarrollo temprano de la escultura gótica en Francia.
El ábside está inspirado en el de la catedral de Espira, donde eran coronados los emperadores alemanes.
Al sur se encuentra el baptisterio y el Bergportaal ('portal de la montaña'), que se encuentra en el sitio de una colina. Su construcción se inició entre 1225 y 1250 y estuvo influenciado por el estilo gótico francés, en particular por la catedral de Senlis.  Los tímpanos muestran tres retablos: Dormición, Asunción y Coronación de María; y las arquivoltas presentan a los patriarcas, profetas y reyes de Israel. El árbol genealógico de San Servacio, que figura en el bergportaal, se remonta a Jesucristo.
La parte occidental tiene dos torres y anteriormente contaba con tres. Para sostener el conjunto, se construyeron muros con arcadas, conectando la iglesia con la prebóveda. En el norte se encuentran el claustro y en el centro el jardín.  

### Lugares de interés

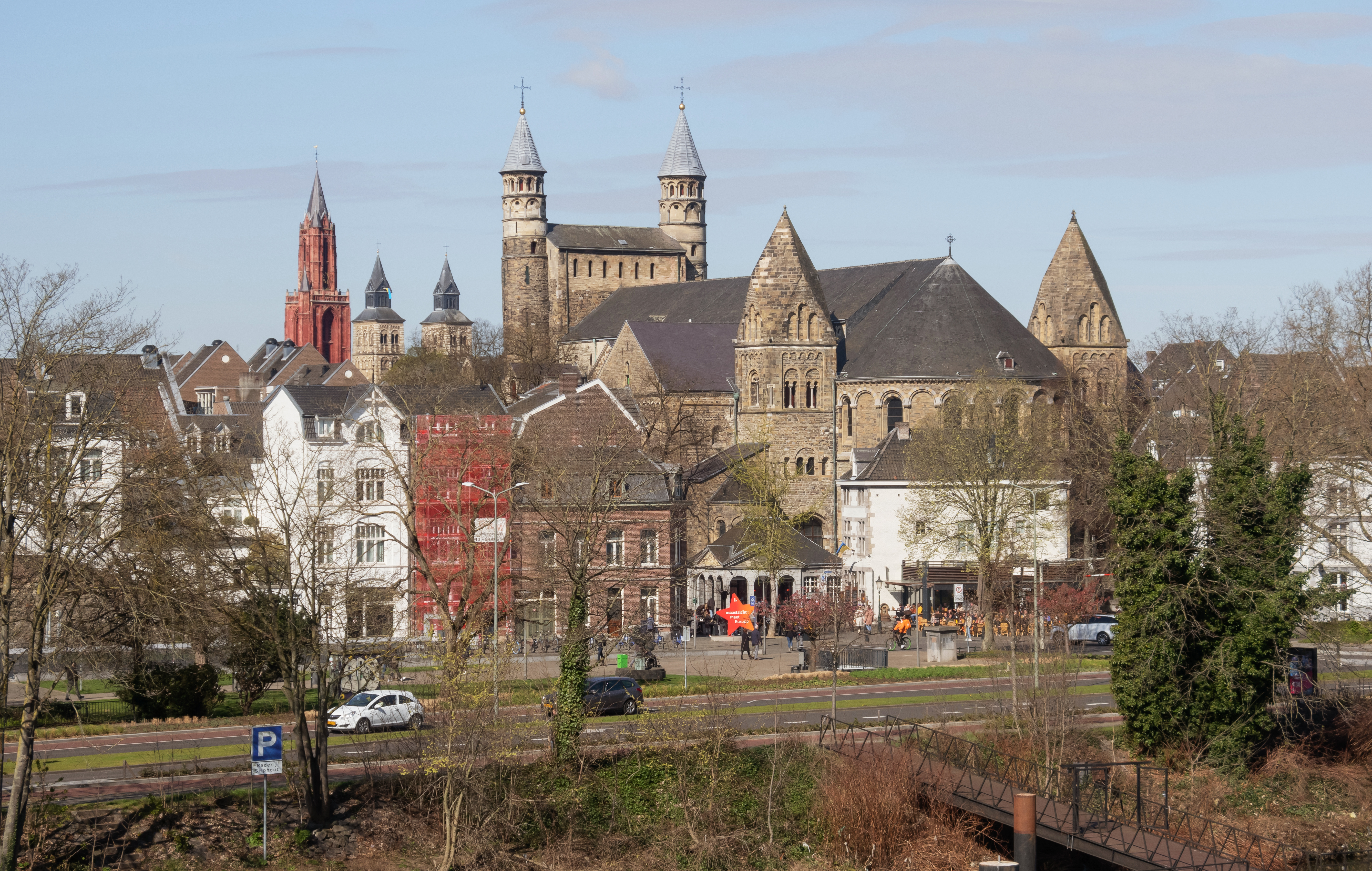
Basílica de la Asunción de Nuestra Señora

- La plaza Vrijthof, en el centro de la ciudad, que alberga la Basílica de San Servacio (Sint-Servaasbasiliek), la iglesia de San Juan (Sint-Janskerk), el Gobierno Español (Spaans Gouvernement) y un teatro (Theater aan het Vrijthof).
- La plaza de Nuestra Señora (Onze-Lieve-Vrouweplein), con la Basílica del mismo nombre.
- La plaza del mercado (Markt), que alberga un mercado dos veces por semana, y el ayuntamiento (Stadhuis) en el estilo del Barroco holandés.
- Varias calles comerciales, por ejemplo Grote Staat, Kleine Staat, Stokstraat y Rechtstraat, y los centros comerciales Entre Deux y Mosae Forum.
- El barrio Jekerkwartier, el "Barrio Latino" de Maastricht.
- Bassin, un puerto interior con numerosos restaurantes y dos cines.
- Los restos de las antiguas murallas de los siglos XIII a XIV.
- Los Hoge Fronten (también conocido como Linie van du Moulin), bastiones militares con túneles (Kazematten) de los siglos XVII y XVIII.

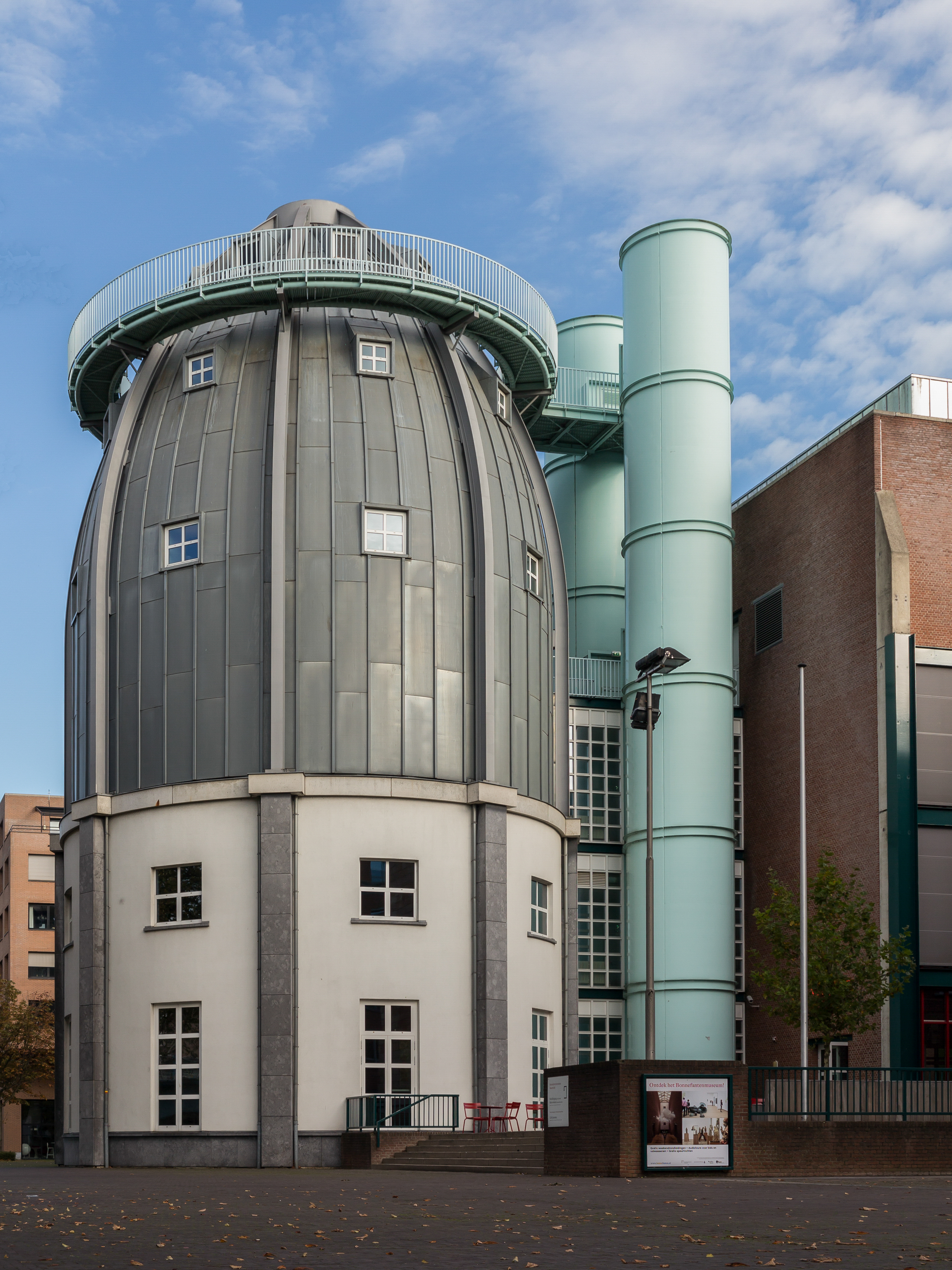
Museo: het Bonnefantenmuseum

- Al sur de la ciudad está la colina de San Pedro (Sint Pietersberg), que tiene una antigua fortaleza, con un entramado de cuevas construidas en ella. Estas cuevas mantienen una temperatura constante de 10 °C y son un lugar de hibernación de murciélagos. Estas cuevas se formaron tras las excavaciones que se realizaban para construir casas, ya que están formadas de marga. Se usaron como escondites durante la Segunda Guerra Mundial. Más tarde, la marga fue utilizada por la compañía cementera local. Durante el proceso de extracción del mineral, se construyó una colina artificial llamada "D'n Observant". También se descubrieron varios restos fósiles, entre ellos, uno de un Mosasauro en el año 1780. Este descubrimiento se convirtió en un hallazgo famoso y tras él, se usó el nombre de la ciudad para calificar al último periodo del Cretácico, el Maastrichtiense.
- La estatua de D'Artagnan en el Aldenhofpark.

Museos
- Bonnefantenmuseum, museo de arte antiguo y moderno
- Tesorería de la Basílica de San Servacio
- Tesorería de la Basílica de Nuestra Señora
- Museo de Historia Natural de Maastricht, con colecciones de Geología, Paleontología (Mosasaurus), Flora y Fauna de Limburgo

Museum aan het Vrijthof

### Eventos y festivales
- Carnaval (Limburgués: Vastelaovend) tiene lugar en febrero.
- 11 de noviembre: inicio de la estación de Carnaval
- KunstTour: feria anual de arte y cultura que se celebra en mayo
- Preuvenemint: feria culinaria que tiene lugar en agosto.
- The European Fine Art Fair (TEFAF): Feria de Bellas Artes y antigüedades, que se celebra en marzo. Considerada la más prestigiosa del mundo, reúne obras de los más importantes artistas, tanto arte antiguo como vanguardias del siglo XX.

## Deportes
| Equipo         | Deporte | Competición    | Estadio     | Creación |
| -------------- | ------- | -------------- | ----------- | -------- |
| MVV Maastricht | Fútbol  | Eerste Divisie | De Geusselt | 1902     |

Maastricht es la sede de los Maastricht Wildcats, un equipo de fútbol americano miembro de la AFBN (Federación Neerlandesa de Fútbol Americano). Juegan en la Primera División y son el rival más directo de los Amsterdam Crusaders. En 2004 los Wildcats, entrenados por Mel Crandall, ganaron la liga de 3.ª división y pasaron a la segunda, que ganaron en 2005. En la actualidad, son uno de los mejores equipos europeos de fútbol americano. Su entrenador actual es Jon Horton, que en el pasado formó parte de los San Francisco 49ers. Muchos de los jugadores del equipo son militares y antiguos jugadores universitarios estadounidenses afincados en la ciudad.
Seis días de Maastricht